# 후나오정
후나오정(船穂町)은 오카야마현의 아사쿠치군에 존재한 자치체(정)이다. 2005년 8월 1일 편입 합병에 의해 구라시키시가 되었다.

## 개요
다카하시강 서안에 있으며 남부는 평탄하나 북부는 구릉으로 되어 있다.복숭아·포도(온실 재배 머스캣), 스위트피 등 과수·화훼 재배를 중심으로 한 농업이 활발하다.

## 역사
- 1889년 6월 1일 - 정촌제 시행에 의해 후나오촌이 되었다.
- 1940년 2월 11일 - 정으로 승격해 후나오정이 되었다.
- 2005년 8월 1일 - 아사쿠치군 마비정과 함께 구라사키시에 편입하였다. 동일 후나오정은 폐지되었다.

## 교통

### 철도
- 서일본 여객철도
  - 산요 본선

### 도로
- 산요 자동차도 - 다마시마 나들목(일본어판)
- 국도 제2호선